# Arsenio González Álvarez
Arsenio González Álvarez (Perchera, Gijón; 28 de enero de 1931-Gijón; 18 de octubre de 2017) fue un actor de teatro y dramaturgo asturiano.
Comenzó su trayectoria como actor en la Sala Buenos Aires en 1951 con el grupo de teatro del Hogar de Pumarín y a lo largo de su carrera ha participado en algunas compañías como la de Rafael Sánchez, el Grupo Talía de Tremañes y Llorea y el Grupo Esquilo de la Agrupación Artística Gijonesa. Ha sido uno de los artífices de la puesta en valor del teatro costumbrista asturiano y de la recuperación, en 1986, de la Compañía Asturiana de Comedias por lo que ha logrado varios premios y reconocimientos.
Ha sido uno de los más aclamados y queridos actores asturianos de finales del siglo XX y de inicios del XXI, por su gran interpretación de papeles característicos, a la altura de otro de los grandes de la comedia asturiana, José Manuel Rodríguez. En 2014 recibió la llave conmemorativa que la SGAE le entregó en reconocimiento a sus más de 50 años de socio.
Murió víctima de una leucemia el 18 de octubre de 2017 en Gijón, los 86 años.

## Dramaturgia
Aunque el mismo González no se consideraba a sí mismo autor, su textos forman parte del patrimonio dramático asturiano. Ha firmado una decena de obras de género dramático costumbrista asturiano, entre comedias en tres actos (Asturias patria querida, Hay otros güeyos, La trastá, El tramposu/El boleru de Chano, El tratu de Chiripa, Xiga, el Repe, Y orbayando...) y sainetes (Los figos de San Miguel, Güela por necesidá, La declaración), además de innumerables estampas y cuadros cómicos (¿Quién manda en casa?, La ludópata, La vieyera, Los décimos o El recateo).
La Academia de la Lengua Asturiana publicó en 1997 en su colección "Mázcara", en el volumen Tres comedies, que recoge tres obras de Arsenio González: El boleru de Chano, La Declaración y Los figos de San Miguel.
En 2008, el Gremio de Editores de Asturias y la Federación de Grupos de Teatro Amateur del Principado de Asturias (FETEAS) institucionaliza el título Teatro en Asturiano, donde se incluye la comedia en tres actos original de González Hay otros güeyos.
De ante estas obras ha que destacar La Trastá  (estrenada en 1963) y El tramposu (estrenada por la Compañía Asturiana de Comedias en 2009) por ser ejemplos de la recuperación de las formas clásicas del teatro costumbrista asturiano en actualidad.
El sainete Los figos de San Miguel (que, junto a La declaración, también suya, y Pitición de mano, de Antón de la Braña, ha supuesto el retorno de la Compañía Asturiana de Comedias en 1986, bajo la dirección de Eladio Sánchez, que lleva más de 125 representaciones desde entonces y es, según Xosé Bolado García, uno de los triunfos de este tipo de teatro de costumbres asturianas.

## Filmografía
- Xicu'l toperu
- La neña los mios güeyos
- 7337
- Puntu
- Carne de Gallina